# Adriano Sack
Adriano Sack (* 1967 in Köln) ist ein deutscher Schriftsteller und Journalist.

## Leben und Wirken
Adriano Sack ist Sohn des Soziologen Fritz Sack. Nach seinem Schulabschluss studierte Adriano Sack zunächst Architektur. Später wechselte er in den Journalismus. Nach einem Volontariat bei dem Monatsmagazin Prinz arbeitete er u. a. bei Tempo, Die Woche und Der Spiegel.
1994 war Sack einer der Teilnehmer der deutschen Version des MTV-Formates The Real World, welches unter dem Titel Das wahre Leben in Berlin entstand und unverschlüsselt auf Premiere ausgestrahlt wurde.
2004 veröffentlichte er das Sachbuch Elternabend, das unter dem Titel Heimreise als Taschenbuch erschien. Bis zum Sommer 2005 leitete er das Kulturressort der Welt am Sonntag. Seit Anfang 2006 lebte er als freier Autor in New York. Im Februar 2007 erschien sein Almanach Breites Wissen. Die seltsame Welt der Drogen und ihrer Nutzer, den er mit dem Schriftsteller Ingo Niermann schrieb. Im selben Jahr veröffentlichte er sein drittes Buch Manieren 2.0. Stil im digitalen Zeitalter und gründete gemeinsam mit Klaus-Peter Frahm die Online-Community I like my style, die den LeadAward in Silber in der Kategorie „Webcommunity des Jahres“ gewann.
Von 2011 bis 2013 war er Executive Editor der deutschen Ausgabe von Interview, von 2013 bis 2016 Chefredakteur des BMW Magazins. Seit Oktober 2015 ist er Ressortchef „Stil“ bei der Welt am Sonntag; seit 2017 ist das Ressort zu „Stil und Reise“ erweitert.
Sack lebt in Berlin.

## Ehrungen und Auszeichnungen
- 2003 Ernst-Robert-Curtius-Förderpreis

## Werke
- Elternabend. Über unsere schwer erziehbaren Mütter und Väter. Blessing Verlag, München 2004, ISBN 3-89667-253-3.
- Heimreise. Ein Besuch bei unseren schwer erziehbaren Eltern. Heyne, München 2005, ISBN 3-453-60010-X.
- mit Ingo Niermann: Breites Wissen. Die seltsame Welt der Drogen und ihrer Nutzer. Eichborn Verlag AG, Frankfurt/Main 2007, ISBN 3-8218-5669-6.
- Manieren 2.0. Stil im digitalen Zeitalter. Piper, München 2007, ISBN 978-3-492-05050-0.
- Gebrauchsanweisung für die USA. Piper, München 2014, ISBN 978-3-492-27611-5.
- Noto. Roman. Nagel und Kimche, Zürich 2024, ISBN 978-3-312-01314-2.